# Gideon Remez
Gideon Remez (hebräisch גדעון רמז; * 2. Juni 1946 in Tel Aviv) ist ein israelischer Journalist mit US-amerikanischer Staatsbürgerschaft.

## Leben
Gideon Remez ist der Sohn von Aharon Remez und Enkel von David Remez. Er diente von 1964 bis 1966 in der israelischen Armee als Fallschirmjäger. Den Sechstagekrieg 1967 und den Yom-Kippur-Krieg 1973 erlebte und beschrieb er als Frontreporter. Nach einem Bachelorabschluss 1973 in hebräischer Sprache und Literatur sowie in Philosophie an der Universität von Jerusalem, erwarb Remez 1978 einen Masterabschluss in Geschichte der amerikanischen Zivilisation an der Brandeis University/Massachusetts.
Remez war 36 Jahre als Radio- und Printmedienjournalist tätig. Er produzierte Nachrichten für Kol Israel und war Korrespondent der Jerusalem Post sowie regelmäßiger Mitarbeiter von Medien in den Vereinigten Staaten, Israel, Europa und Australien. In den Jahren 2003 bis 2005 lehrte er Nachrichtenjournalismus am Sapir Academic College in Sderot.

## Auszeichnungen
Im Jahre 1993 erhielt er den Nachum Sokolow-Preis, im Jahre 1999 wurde er mit dem Joint Distribution Committee’s Boris Smolar Award sowie im Jahre 2000 mit dem  B’nai B’rith Wolf Matsdorf Journalism Awards ausgezeichnet. Er wurde 2008 zusammen mit Isabella Ginor vom Washington Institute for Near East Policy für das Buch Foxbats over Dimona mit der Silbermedaille ausgezeichnet.

## Schriften
- Foxbats over Dimona: The Soviets’ Nuclear Gamble in the Six-Day War (Yale University Press, 2007).
- The Origins of a Misnomer: The „Expulsion of Soviet Advisers“ from Egypt in 1972. In: Nigel Ashton (Hrsg.): The Cold War in the Middle East: Regional Conflict and the Superpowers 1967-73, London: Routledge-LSE, 2007.
- The USSR Sets Precedents: Military Involvement and Nuclear Threat in the 1956 Crisis (hebr.), Haifa University, 2009.
- Un-Finnished Business: Archival Evidence Exposes the Diplomatic Aspect of the USSR's Pre-Planning for the Six-Day War, Cold War History, (2006).
- The Spymaster, the Communist, and Foxbats over Dimona: The Motive for the USSR's Instigation of the Six-Day War, Israel Studies, (2006).
- The Six-Day War as a Soviet Initiative: New Evidence and Methodological Issues, MERIA (2008)
- Too Little, Too Late: The CIA and US Counteraction of the Soviet Initiative in the Six-Day War, Intelligence & National Security, 2010.